# Paavo Aho
Paavo Aho (* 22. Dezember 1891 in Helsinki; † 19. April 1918 in Kouvola) war ein finnischer Kugelstoßer.
Bei den Olympischen Spielen 1912 in Stockholm wurde er Zehnter im Kugelstoßen und Sechster im beidarmigen Kugelstoßen.
1911 wurde er Finnischer Meister im beidarmigen Kugelstoßen.
Während des Finnischen Bürgerkrieges wurde er 1918 von den „Roten“ gefangen genommen, hingerichtet und in Kouvola begraben.